# Parc de l'Oreneta
Parc de l'Oreneta är en park i Spanien.   Den ligger i provinsen Província de Barcelona och regionen Katalonien, i den östra delen av landet, 500 km öster om huvudstaden Madrid. Parc de l'Oreneta ligger 192 meter över havet.
Terrängen runt Parc de l'Oreneta är kuperad åt nordväst, men åt sydost är den platt. Runt Parc de l'Oreneta är det mycket tätbefolkat, med 10 000 invånare per kvadratkilometer. Närmaste större samhälle är Barcelona, 4,1 km öster om Parc de l'Oreneta. Runt Parc de l'Oreneta är det i huvudsak tätbebyggt.